# Síndrome del ayudante
El síndrome del ayudante es el término para los efectos negativos de la ayuda excesiva, que a menudo se puede encontrar en profesiones sociales (como maestros, médicos, enfermeros geriátricos, pastores, psicólogos, trabajadores sociales). Fue descrito por primera vez en 1977 por el psicoanalista Wolfgang Schmidbauer en su libro Die hilflosen Helfer.
El trastorno que subyace a la ayuda excesiva se denominó posteriormente altruismo patológico (caridad patológica). 

## Concepto
Según Wolfgang Schmidbauer, una persona afectada por el síndrome del ayudante tiene una autoestima débil y está obsesionada con su papel de ayudante; ayudar o querer ser utilizada se convierte en adicción. Intenta encarnar un ideal que echa de menos de sus padres o en general en su infancia. Su disposición a ayudar se extiende a la autolesión y al abandono de la familia y la sociedad; Al hacerlo, pasa por alto o subestima los límites de lo que es posible y también ignora la cuestión de si su ayuda es deseada o sensata. Se niega a ayudar a otros en su misión. Como resultado, puede producirse agotamiento o depresión.

## Límites entre ayuda saludable y patológica
Ver las necesidades y aspiraciones de otras personas es un signo de empatía, ayudarlas o hacer algo bueno es fundamentalmente algo positivo y una necesidad humana natural y saludable. Esto también se aplica si sus propios intereses se dejan atrás temporalmente. Es importante encontrar un equilibrio saludable entre dar y recibir, y al ayudar, tener en cuenta sus propios deseos, necesidades y límites físicos, así como los beneficios y necesidades de la persona a la que se le brinda ayuda. Se deben tener claros los motivos para ayudar y si la ayuda brindada es realmente útil para el destinatario de la ayuda (prueba de que está sirviendo en un sentido positivo). Si la persona que ayuda pierde de vista la necesidad del otro, así como sus propios deseos, metas y límites físicos a través de su propia necesidad de ayudar y, sobre todo, ayuda a mejorar a su propia persona, su ayuda se vuelve patológica.
El término "síndrome de ayuda" se entiende como la tendencia de una persona a ofrecerse principalmente como ayudante en encuentros interpersonales. Debido a su propia necesidad de confirmación, contacto social o reconocimiento social, la persona que ayuda depende tanto del agradecimiento, el cuidado o la confirmación del destinatario de la ayuda o de la sociedad que no reduce su disposición a ayudar, incluso cuando su ayuda no es necesaria o se esfuerza demasiado, drenado, explotado o maltratado. Con su "auto-sacrificio", el ayudante satisface su necesidad de pertenencia y de confirmación de valor propio (autoestima).
Mientras que la ayuda solidaria está orientada principalmente hacia el beneficio de quienes la reciben, la ayuda patológica está orientada hacia motivos egocéntricos y las necesidades psicológicas inconscientes del ayudante. 
La mayoría de las veces, el patrón de volverse dependiente del reconocimiento de los demás se aprende en la infancia. Los afectados solo se consideran amables y valiosos si se sacrifican y reciben la confirmación de los demás y, por lo tanto, experimentan una apreciación de sí mismos ("papel de mártir"). Aprenden a ver sus propios deseos, necesidades y límites físicos, así como a aceptar su propia ayuda.

## Altruismo patológico
Mientras que en el concepto psicoanalítico del síndrome del ayudante según W. Schmidbauer, el enfoque está en el ayudante, el término "altruismo patológico"  ( caridad patológica) es más amplio y también describe, entre otras cosas, las relaciones neuropsicológicas y las posibles efectos negativos en el objeto de ayuda o en el contexto social, es decir, en la persona o grupo a ser ayudado, pero también en personas o grupos externos. 
La base evolutivo-biológica radica en la coincidencia del comportamiento de atención innata y la falta o falta de información sobre sus posibles consecuencias perjudiciales. Un ejemplo clásico es el cuidado de los parásitos de los nidos (p. ej. pájaros cuclillo). Otro ejemplo clásico son las consecuencias negativas de los "proyectos de ayuda al desarrollo" individuales, especialmente en África.
Los riesgos médicos de altruismo excesivo para la persona ayudarse a sí mismos el agotamiento ( burnout ), culpa, vergüenza, ansiedad y depresión .

## Literatura
- BA Oakley: Conceptos e implicaciones del sesgo de altruismo y el altruismo patológico. En: Actas de la Academia Nacional de Ciencias. Volumen 110 Supl 2, junio de 2013, p. 10408-10415, doi: 10.1073 / pnas.1302547110, PMID 23754434, PMC 3690610.
- Barbara Oakley, Ariel Knafo, Guruprasad Madhavan, David Sloan Wilson (ed.): Altruismo patológico, Oxford University Press, EE. UU., 2012, ISBN 978-0-19-973857-1, PDF .
- EB Tone, EC Tully: la empatía como una "fuerza arriesgada": un examen multinivel de la empatía y el riesgo de trastornos de internalización. En: Desarrollo y psicopatología. Volumen 26, Número 4 Pt 2, 11 2014, p.   1547-1565, doi: 10.1017 / S0954579414001199, PMID 25422978, PMC 4340688  (Revisión).

### Consejeros
- Barbara Messer : ¿Síndrome del ayudante? - Estrategias para el personal de enfermería responsable, Schlütersche, Hannover 2014, ISBN 9783842685871 .
- Wolfgang Schmidbauer: Los ayudantes indefensos: sobre los problemas mentales de las profesiones de ayuda. Rowohlt, 1978, ISBN 3-498-06123-2 .
- Schmidbauer, Wolfgang.: Síndrome del ayudante y riesgo de agotamiento. Ed. Urban & Fischer, Munich [u.   a.] 2002, ISBN 978-3-437-26940-0 .
- Wolfgang Schmidbauer: El síndrome del ayudante. Ayuda para ayudantes. Rowohlt, 2007, ISBN 978-3-499-62208-3 .
- Ulsamer, Bertold.: Nacido para ayudar: Respuestas para ayudantes indefensos de trabajos familiares. primero Ed. Four Towers Publishing House, Münsterschwarzach 2004, ISBN 978-3-87868-644-6 .